# Boom, Like That
Boom, Like That – utwór Marka Knopflera z płyty Shangri-La wydany także jako singel. Piosenka inspirowana jest autobiografią Raya Kroca – założyciela franczyzy McDonald’s i opowiada historię McDonaldsa z punktu widzenia Kroca:
You gentlemen ought to expand
you’re going to need a helping hand, now
so, gentlemen, well, what about me?
We’ll make a little business history
(powinniście rozwinąć skrzydła panowie/ale ktoś wam będzie musiał pomóc/więc co panowie powiecie o mnie/razem możemy zrobić dobry interes).
W kilku miejscach Knopfler cytuje dosłownie książkę Kroca np. „Competition? Send 'em south / If they’re gonna drown / put a hose in their mouth” (Konkurencja? Pozbądź się ich / Jak zaczną tonąć / Wsadź im szlauch do ust).
Singel został wydany w dwóch wersjach i jest to jak do tej pory (2007) jedyny singel Knopflera który wszedł na listę Top 40 w Wielkiej Brytanii.

## Lista utworów

### Boom Like That, Pt. 1
- Boom, Like That
- Summer of Love

### Boom Like That, Pt. 2
- Boom, Like That
- Summer of Love
- Who’s Your Baby Now